# タイオワン事件

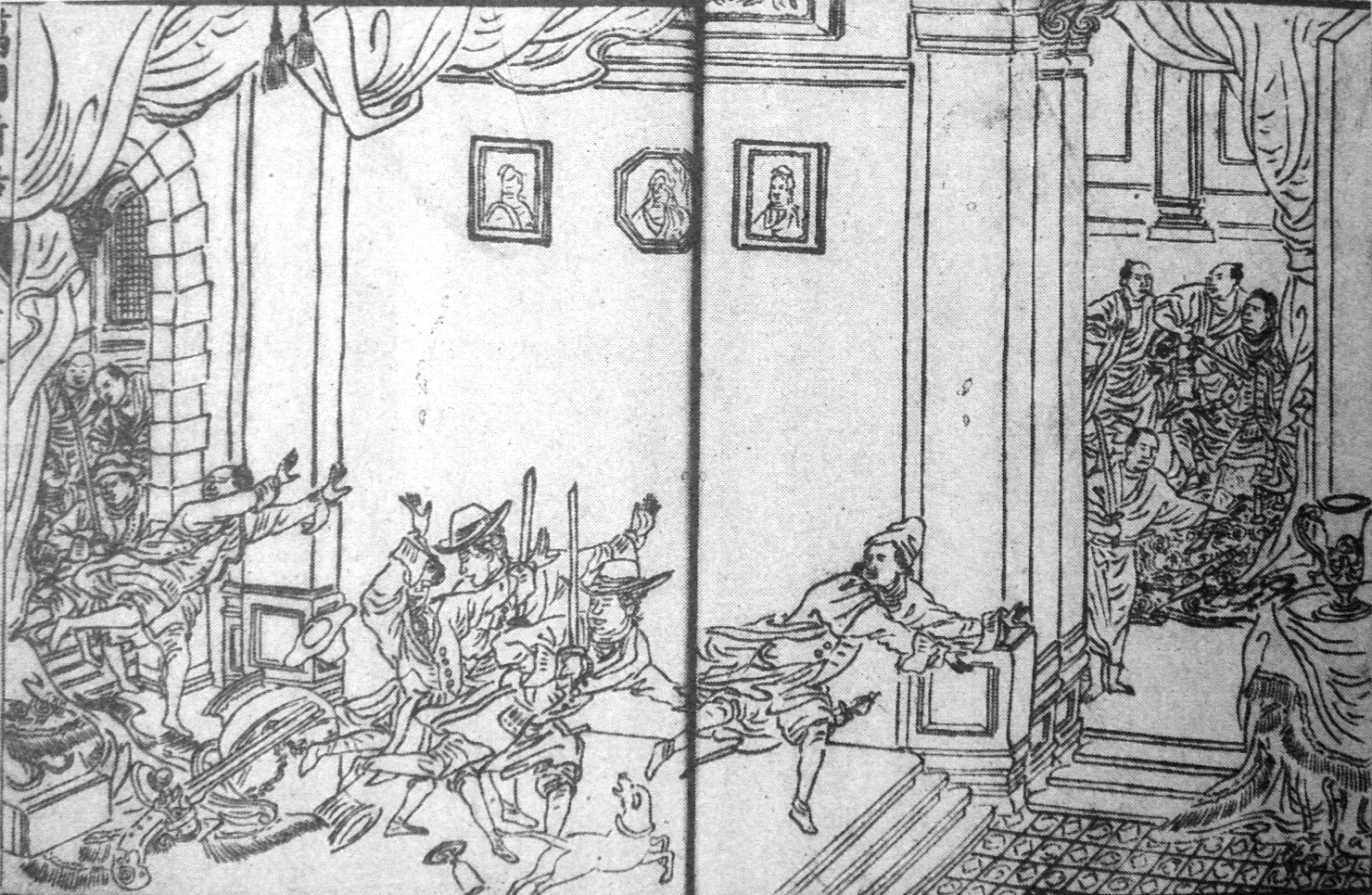
浜田弥兵衛らに捕らえられるピーテル・ノイツ、1628年

タイオワン事件（タイオワンじけん）、別名ノイツ事件は、1628年（寛永5年）に長崎代官の末次平蔵とオランダ領台湾行政長官ピーテル・ノイツとの間で起きた紛争。
「タイオワン」とは台南市安平区の当時のオランダ名で、「台湾」という国名の由来。台湾では浜田弥兵衛事件（濱田彌兵衛事件）と呼ばれる。

## 経緯

### 朱印船貿易と台湾
朱印船貿易が行われていた江戸時代初期、明（中国）は朱元璋以来冊封された国としか貿易を行なっていなかった上に朝鮮の役による影響により日本商船はほぼ中国本土に寄港することはできなかった。そのために中継ぎ貿易として主な寄港地はアユタヤ（タイ）やトンキン（ベトナム）などがあり、また台湾島南部には昔から明（中国）や日本の船などが寄航する港が存在した。
当時、日本、ポルトガル王国（ポルトガル）、ネーデルラント連邦共和国（オランダ）、イギリス第一帝国（イギリス）の商人が日本貿易や東洋の貿易の主導権争いを過熱させる時代でもあり、1622年（元和8年）には明（中国）のマカオにあるポルトガル王国居留地をネーデルラント（オランダ）が攻撃した。
しかし敗退したネーデルラント（オランダ）は対策として台湾の澎湖諸島を占領し要塞を築いてポルトガルに備えた。このことに明（中国）は大陸から近い事を理由に澎湖諸島の要塞を放棄することを要請し無主の島である台湾から貿易をすることを求めたため、2年後の1624年（寛永元年）、ネーデルラント（オランダ）は台湾島を占領、熱蘭遮（ゼーランディア）城を築いて台南の安平をタイオワンと呼び始める。オランダはタイオワンに寄港する外国船に10%の関税をかけることとした。中国商人はこれを受け入れたが、浜田弥兵衛（長崎代官で朱印船貿易家の1人でもある末次平蔵の配下）ら日本の商人達はこれを拒否した。これに対し、オランダはピーテル・ノイツを台湾行政長官に任命し、1627年（寛永4年）、将軍徳川家光との拝謁・幕府との交渉を求め江戸に向かわせた。
ノイツの動きを知った末次平蔵も行動に出る。同1627年、浜田弥兵衛が台湾島から日本に向けて16人の台湾先住民を連れて帰国。彼らは台湾全土を将軍に捧げるためにやって来た「高山国からの使節団」だと言い、将軍徳川家光に拝謁する許可を求めた。しかし当時の台湾は流行り病が激しく皆一様に疱瘡を患っていたため理加という者のみを代表として拝謁させ、残りは庭に通すのみの待遇となった。彼らはあまりにも汚れていたため、城の者から2度と連れて来ないようにと言われたという話もあり具体的な話が進められたわけではなく、遠路から労いも含め皆、将軍家光から贈り物を授かり一旦帰国の途に着いた。しかしながら、結果としてノイツの家光への拝謁を阻止することに成功し、ノイツは何の成果もなく台湾に戻った。

### タイオワン事件

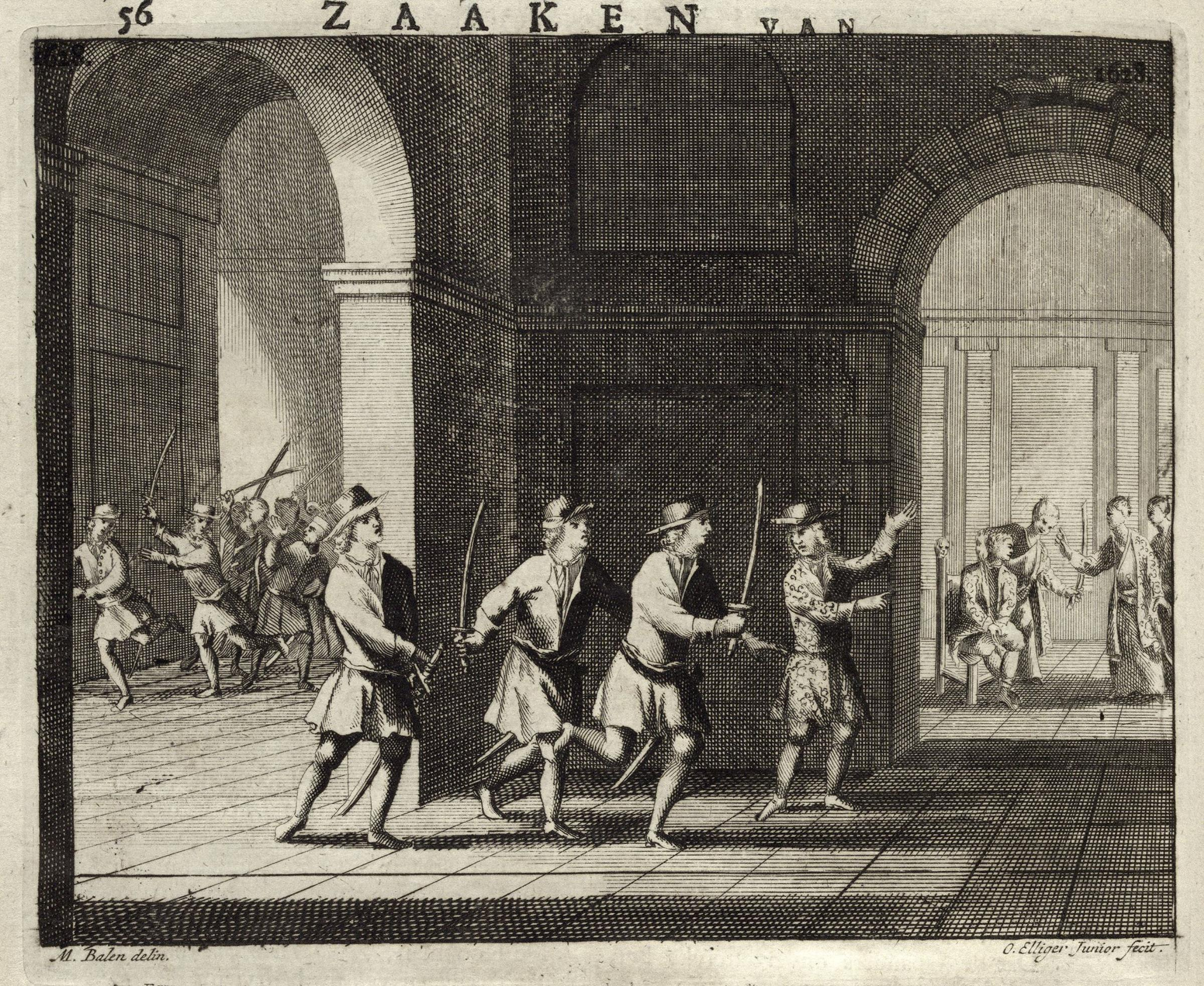
フランソワ・ファレンタインの著書『Oud en Nieuw Oost-Indiën』より

1628年6月（寛永5年5月）タイオワン（台南・安平）のノイツは平蔵の動きに危機感を強め、帰国した先住民達を全員捕らえて贈り物を取り上げ監禁、浜田弥兵衛の船も渡航を禁止して武器を取り上げる措置に出た。この措置に弥兵衛は激しく抗議したがそれを拒否し続けるノイツに対し弥兵衛は、終に隙をついてノイツを組み伏せ人質にとる実力行使に出た。
驚いたオランダ東インド会社は弥兵衛らを包囲するも人質がいるため手が出せず、しばらく弥兵衛たちとオランダ東インド会社の睨み合いが続いた。しかしその後の交渉で互いに5人ずつ人質を出しあい互いの船に乗せて長崎に行き、長崎の港に着いたら互いの人質を交換することで同意、一路長崎に向けて船を出した。無事に長崎に着くとオランダ側は日本の人質を解放、オランダ側の人質の返還を求めた。ところが、長崎で迎えた代官末次平蔵らはそのままオランダ人達を拘束、大牢に監禁して平戸オランダ商館を閉鎖してしまう。
この事態に対応したのはオランダ領東インド総督ヤン・ピーテルスゾーン・クーン。クーンは状況把握のためバタヴィア装備主任ウィルレム・ヤンセンを特使として日本に派遣したが、平戸藩主松浦隆信と末次平蔵はヤンセンが江戸幕府3代将軍徳川家光に会うため江戸へ行くことを許さず、将軍家光の名を騙った返書を作成してヤンセンに渡した。その内容というのは主に、「先住民を捕らえ、日本人の帰国を妨害したことは遺憾である。代償としてタイオワンの熱蘭遮（ゼーランディア）城を明け渡すこと。受け入れれば将軍はポルトガルを憎んでいるのでオランダが貿易を独占できるように取り計らう」というものでヤンセンは将軍に会えないままバタヴィアにこの返書を持ち帰った。
しかしヤンセンがバタヴィアに戻ると総督クーンは病死しており、彼を迎えたのは新たなオランダ領東インド総督であり、かつて平戸オランダ商館で商館長（カピタン）を勤めていたヤックス・スペックスだった。長年日本で暮らし日本と日本人を研究していたスペックスは、これが偽書であることをすぐさま見抜きヤンセンを再び日本に派遣した。

### 収拾
以後の具体的な内容を記録するものは日本側に残されていない。長崎通詞貞方利右衛門がオランダ側に語ったのは「平蔵は近いうちに死ぬだろう。」というもので、末次平蔵はこの後、獄中で謎の死を遂げている。当時の日本は鎖国体制に入ろうと外国との揉め事を極力嫌っていたうえ、オランダ側の記録には将軍が閣老達に貿易に関わる事を禁じていたが閣老は平蔵に投資をして裏で利益を得ていたため切り捨てられたらしいことが噂されているなどの記述がある。
オランダは「この事件は経験の浅いノイツの対応が原因であるためオランダ人を解放してさえくれれば良い」とし、ノイツを解雇し日本に人質として差し出した。日本側は、オランダ側から何らかの要求があることを危惧していたが、この対応に安堵し、これが後に鎖国体制を築いた時にオランダにのみ貿易を許す一因ともなった。なお、ノイツは1632年から1636年まで日本に抑留されていた。
1636年（寛永13年）、ニコラス・クーケバッケルの代理として参府したフランソワ・カロンは、5月3日の拝謁の際に将軍家光に銅製の灯架を献上。家光はこれを非常に気に入って返礼として銀300枚を贈った。この時、以前より平戸藩主からノイツの釈放に力を貸すよう頼まれていた老中の酒井忠勝がノイツの釈放を願うとすぐに許可された。カロンが献上した灯架（燈籠）は、その後日光東照宮に飾られ、今も同所に置かれている。
1632年（寛永9年）閉鎖されていた平戸オランダ商館は再開。1634年（寛永11年）には日本人が台湾に渡ることは正式に禁止され、その後は鄭氏政権が誕生するまでネーデルラント（オランダ）が台湾を統治している。

## ツンベルクの記述
安永4年（1775）にオランダ商館の医師として長崎に滞在したスウェーデン人のカール・ツンベルクは、その著書『日本紀行』の中で本事件について触れている。ツンベルクは日本人は自尊心が高く、西洋人の滑稽さや不正は忘れて許してくれるが、傲慢な軽蔑的態度は許しがたい罪を犯したとみなすと評したのち、本事件に関するケンペルの『日本誌』の記述を引いて、本事件は日本人商人に対するノイツの扱いが非常に酷かったため、日本君主および国民に対する甚だしい侮辱であると憤慨した侍臣たちによる復讐である、としている。日本人は正義の念あつく自負心強く勇敢な国民であるため侮辱を加える者には容赦なく、また、普段は怒りや憎しみの情を表さず、侮辱に対して言い返して自分を慰めるようなことをしないが、憎厭の念を心中にため込み、機が至れば直ちに殺傷に至るような復讐に出ると注意を喚起している。

## 参考書籍
- 永積洋子著『朱印船』（吉川弘文館発行 2001年10月10日）ISBN 4-642-06659-4
- 永積洋子著 『平戸オランダ商館日記』 講談社学術文庫 ISBN 4-06-159431-1

## 事件を扱った作品
- 高橋義夫『南海血風録』光文社時代小説文庫、1999年